# フジマ
株式会社フジマは、山口県東部を中心に外食産業を展開する企業。

## 概要
1951年に創業者の藤麻清一が山口県柳井市柳井に有限会社藤麻水産を興し、鮮魚の卸売販売業「柳井港魚市場」を開いたのが始まり。1964年の日立製作所柳井工場の社員食堂を皮切りに給食事業を中心として外食産業に参入し、その後事業の多角化と分社化を進め、現在は「フジマグループ」として山口県東部及び広島県に和食を中心とした外食チェーンを展開する。元々水産会社に由来することもあり、鮨などのネタは、柳井港から直送している。
最近では、｢のん太鮨｣のCMが県内のテレビ･ラジオで放映されるようになった。

### 店舗
- 源内（和食レストラン）
- さざん亭（和食ファミリーレストラン）
- のん太鮨（回転寿司）
- 魚好人（魚料理メインの和食料理店）
- 八丁櫓（和食料理店）
- しなとら（ラーメン店）
- 一心（地魚料理の店）
- もみじ（日帰り入浴施設内の飲食処）